# Куатро Кастела
Куа̀тро Кастѐла (на италиански: Quattro Castella, на местен диалект I Quâter Castè, И Куатер Касте) е град и община в северна Италия, провинция Реджо Емилия, регион Емилия-Романя. Разположен е на 160 m надморска височина. Населението на общината е 13 161 души (към 2013 г.).